# Grand Prix de Wallonie 2024
Cet article concerne la course masculine. Pour la course féminine, voir Saint-Feuillien Grand Prix de Wallonie 2024.
La 64e édition du Grand Prix de Wallonie a lieu le mercredi 18 septembre 2024. Elle fait partie du calendrier UCI ProSeries 2024 en catégorie 1.Pro.

## Présentation

### Parcours
Le départ de cette édition est donné pour la quatrième fois à Blegny dans la province de Liège et l'arrivée a lieu au sommet de la montée de la Route Merveilleuse vers la citadelle de Namur atteinte après 202 km de course.

### Équipes
21 équipes participent à ce Grand Prix de Wallonie : 9 équipes UCI ProTeams, 10 équipes continentales professionnelles et 2 équipes continentales.
| WorldTeams (9)- Alpecin-Deceuninck - Arkéa-B&B Hotels - Astana Qazaqstan Team - Cofidis - Decathlon-AG2R La Mondiale - Red Bull-Bora-Hansgrohe - Intermarché-Wanty - Movistar Team - UAE Team Emirates ProTeams (10)- Bingoal WB - Caja Rural-Seguros RGA - Team Flanders-Baloise - Euskaltel-Euskadi - Israel-Premier Tech - Lotto Dstny - Q36.5 Pro Cycling Team - TotalEnergies - Tudor Pro Cycling Team - Uno-X Mobility Équipes continentales (2)- Van Rysel-Roubaix - Philippe Wagner-Bazin |
| |

## Classements

### Classement final
| \| Classement général \| Classement général \| Classement général \| Classement général \| Classement général \| \| Coureur \| Coureur \| Pays \| Équipe \| Temps \| \| ------------------ \| ------------------- \| ------------------ \| ----------------------- \| ------------------ \| \| 1er \| Roger Adrià \| Espagne \| Red Bull-Bora-Hansgrohe \| 4 h 41 min 16 s \| \| 2e \| Alex Aranburu \| Espagne \| Movistar Team \| + 0 s \| \| 3e \| Clément Champoussin \| France \| Arkéa-B&B Hotels \| + 0 s \| \| 4e \| Biniam Girmay \| Érythrée \| Intermarché-Wanty \| + 0 s \| \| 5e \| Rick Pluimers \| Pays-Bas \| Tudor Pro Cycling Team \| + 0 s \| \| 6e \| Tim Wellens \| Belgique \| UAE Team Emirates \| + 0 s \| \| 7e \| Quinten Hermans \| Belgique \| Alpecin-Deceuninck \| + 0 s \| \| 8e \| Joseph Blackmore \| Royaume-Uni \| Israel-Premier Tech \| + 0 s \| \| 9e \| Axel Zingle \| France \| Cofidis \| + 0 s \| \| 10e \| Rui Oliveira \| Portugal \| UAE Team Emirates \| + 0 s \| |                     |             |                         |                 |
| |                     |             |                         |                 |
| Source : ProCyclingStats |                     |             |                         |                 |
| Classement général |                     |             |                         |                 |
| Coureur | Coureur             | Pays        | Équipe                  | Temps           |
| 1er | Roger Adrià         | Espagne     | Red Bull-Bora-Hansgrohe | 4 h 41 min 16 s |
| 2e | Alex Aranburu       | Espagne     | Movistar Team           | + 0 s           |
| 3e | Clément Champoussin | France      | Arkéa-B&B Hotels        | + 0 s           |
| 4e | Biniam Girmay       | Érythrée    | Intermarché-Wanty       | + 0 s           |
| 5e | Rick Pluimers       | Pays-Bas    | Tudor Pro Cycling Team  | + 0 s           |
| 6e | Tim Wellens         | Belgique    | UAE Team Emirates       | + 0 s           |
| 7e | Quinten Hermans     | Belgique    | Alpecin-Deceuninck      | + 0 s           |
| 8e | Joseph Blackmore    | Royaume-Uni | Israel-Premier Tech     | + 0 s           |
| 9e | Axel Zingle         | France      | Cofidis                 | + 0 s           |
| 10e | Rui Oliveira        | Portugal    | UAE Team Emirates       | + 0 s           |

## Liste des participants
| Movistar Team MOV | Movistar Team MOV           | Movistar Team MOV |
| ----------------- | --------------------------- | ----------------- |
| Num               | Coureur                     | Pos               |
| 1                 | Davide Cimolai (ITA)        | 106e              |
| 2                 | Alex Aranburu (ESP) (route) | 2e                |
| 3                 | Johan Jacobs (SUI)          | 62e               |
| 4                 | Mathias Norsgaard (DEN)     | 96e               |
| 5                 | Carlos Canal (ESP)          | 17e               |
| 6                 | Manlio Moro (ITA)           | 122e              |
| 7                 | Gonzalo Serrano (ESP)       | 16e               |

| Alpecin-Deceuninck ADC | Alpecin-Deceuninck ADC | Alpecin-Deceuninck ADC |
| ---------------------- | ---------------------- | ---------------------- |
| Num                    | Coureur                | Pos                    |
| 11                     | Kaden Groves (AUS)     | 86e                    |
| 12                     | Quinten Hermans (BEL)  | 7e                     |
| 13                     | Senne Leysen (BEL)     | 73e                    |
| 14                     | Xandro Meurisse (BEL)  | 18e                    |
| 15                     | Oscar Riesebeek (NED)  | 84e                    |
| 16                     | Tibor Del Grosso (NED) | 44e                    |
| 17                     | Aaron Dockx (BEL)      | 74e                    |

| Arkéa-B&B Hotels ARK | Arkéa-B&B Hotels ARK      | Arkéa-B&B Hotels ARK |
| -------------------- | ------------------------- | -------------------- |
| Num                  | Coureur                   | Pos                  |
| 21                   | Vincenzo Albanese (ITA)   | 13e                  |
| 22                   | Louis Barré (FRA)         | AB                   |
| 23                   | Donavan Grondin (FRA)     | AB                   |
| 24                   | Mathis Le Berre (FRA)     | 108e                 |
| 25                   | Clément Champoussin (FRA) | 3e                   |
| 26                   | Florian Dauphin (FRA)     | 97e                  |
| 27                   | Clément Venturini (FRA)   | 20e                  |

| Astana Qazaqstan Team AST | Astana Qazaqstan Team AST     | Astana Qazaqstan Team AST |
| ------------------------- | ----------------------------- | ------------------------- |
| Num                       | Coureur                       | Pos                       |
| 31                        | Henok Mulubrhan (ERI) (route) | 82e                       |
| 32                        | Christian Scaroni (ITA)       | AB                        |
| 33                        | Yevgeniy Fedorov (KAZ)        | 88e                       |
| 34                        | Ide Schelling (NED)           | 128e                      |
| 35                        | Gleb Brussenskiy (KAZ)        | 126e                      |
| 36                        | Declan Trezise (AUS)          | 103e                      |
| 37                        | Alexey Lutsenko (KAZ)         | 43e                       |

| Cofidis COF | Cofidis COF            | Cofidis COF |
| ----------- | ---------------------- | ----------- |
| Num         | Coureur                | Pos         |
| 41          | Guillaume Martin (FRA) | 24e         |
| 42          | Axel Zingle (FRA)      | 9e          |
| 43          | Bryan Coquard (FRA)    | 25e         |
| 44          | Aimé De Gendt (BEL)    | 35e         |
| 45          | Ben Hermans (BEL)      | 33e         |
| 46          | Nolann Mahoudo (FRA)   | 79e         |
| 47          | Stefano Oldani (ITA)   | 46e         |

| Decathlon-AG2R La Mondiale DAT | Decathlon-AG2R La Mondiale DAT | Decathlon-AG2R La Mondiale DAT |
| ------------------------------ | ------------------------------ | ------------------------------ |
| Num                            | Coureur                        | Pos                            |
| 51                             | Paul Lapeira (FRA) (route)     | 109e                           |
| 52                             | Oliver Naesen (BEL)            | 111e                           |
| 53                             | Gianluca Pollefliet (BEL)      | 130e                           |
| 54                             | Pierre Gautherat (FRA)         | 105e                           |
| 55                             | Victor Lafay (FRA)             | 107e                           |
| 56                             | Nans Peters (FRA)              | 98e                            |
| 57                             | Antoine L'Hote (FRA)           | 85e                            |

| Intermarché-Wanty IWA | Intermarché-Wanty IWA  | Intermarché-Wanty IWA |
| --------------------- | ---------------------- | --------------------- |
| Num                   | Coureur                | Pos                   |
| 61                    | Vito Braet (BEL)       | NP                    |
| 62                    | Biniam Girmay (ERI)    | 4e                    |
| 63                    | Lorenzo Rota (ITA)     | 22e                   |
| 64                    | Simone Gualdi (ITA)    | 76e                   |
| 65                    | Hugo Page (FRA)        | 135e                  |
| 66                    | Mike Teunissen (NED)   | 78e                   |
| 67                    | Georg Zimmermann (GER) | 32e                   |

| Red Bull-Bora-Hansgrohe RBH | Red Bull-Bora-Hansgrohe RBH   | Red Bull-Bora-Hansgrohe RBH |
| --------------------------- | ----------------------------- | --------------------------- |
| Num                         | Coureur                       | Pos                         |
| 71                          | Marco Haller (AUT)            | 116e                        |
| 72                          | Roger Adrià (ESP)             | 1er                         |
| 73                          | Alexander Hajek (AUT) (route) | 56e                         |
| 74                          | Emil Herzog (GER)             | 61e                         |
| 75                          | Ryan Mullen (IRL)             | 95e                         |
| 76                          | Ben Zwiehoff (GER)            | 60e                         |
| 77                          | Sam Welsford (AUS)            | 115e                        |

| UAE Team Emirates UAD | UAE Team Emirates UAD      | UAE Team Emirates UAD |
| --------------------- | -------------------------- | --------------------- |
| Num                   | Coureur                    | Pos                   |
| 81                    | Filippo Baroncini (ITA)    | 41e                   |
| 82                    | Álvaro Hodeg (COL)         | 117e                  |
| 83                    | Vegard Stake Laengen (NOR) | 83e                   |
| 84                    | Sebastián Molano (COL)     | 120e                  |
| 85                    | António Morgado (POR)      | 30e                   |
| 86                    | Rui Oliveira (POR)         | 10e                   |
| 87                    | Tim Wellens (BEL)          | 6e                    |

| Bingoal WB BWB | Bingoal WB BWB          | Bingoal WB BWB |
| -------------- | ----------------------- | -------------- |
| Num            | Coureur                 | Pos            |
| 91             | Floris De Tier (BEL)    | 19e            |
| 92             | Louka Matthys (BEL)     | 42e            |
| 93             | Johan Meens (BEL)       | 125e           |
| 94             | Michiel Lambrecht (BEL) | 91e            |
| 95             | Marco Tizza (ITA)       | 36e            |
| 96             | Giacomo Villa (ITA)     | 38e            |
| 97             | Loïc Vliegen (BEL)      | 102e           |

| Caja Rural-Seguros RGA CJR | Caja Rural-Seguros RGA CJR | Caja Rural-Seguros RGA CJR |
| -------------------------- | -------------------------- | -------------------------- |
| Num                        | Coureur                    | Pos                        |
| 101                        | David González López (ESP) | 55e                        |
| 102                        | Mulu Hailemichael (ETH)    | 101e                       |
| 103                        | Julen Arriolabengoa (ESP)  | 89e                        |
| 104                        | Joseba López (ESP)         | 29e                        |
| 105                        | Eduard Prades (ESP)        | 11e                        |
| 106                        | Michal Schlegel (CZE)      | 133e                       |
| 107                        | Gorka Sorarrain (ESP)      | 31e                        |

| Euskaltel-Euskadi EUS | Euskaltel-Euskadi EUS          | Euskaltel-Euskadi EUS |
| --------------------- | ------------------------------ | --------------------- |
| Num                   | Coureur                        | Pos                   |
| 111                   | Jon Aberasturi (ESP)           | 121e                  |
| 112                   | Xabier Berasategi (ESP)        | 21e                   |
| 113                   | Gotzon Martín (ESP)            | 23e                   |
| 114                   | Xabier Isasa (ESP)             | 81e                   |
| 115                   | Andoni López de Abetxuko (ESP) | 127e                  |
| 116                   | Asier Etxeberria (ESP)         | 132e                  |
| 117                   | Nicolás Alustiza (ESP)         | 134e                  |

| Israel-Premier Tech IPT | Israel-Premier Tech IPT  | Israel-Premier Tech IPT |
| ----------------------- | ------------------------ | ----------------------- |
| Num                     | Coureur                  | Pos                     |
| 121                     | Joseph Blackmore (GBR)   | 8e                      |
| 122                     | Simon Clarke (AUS)       | AB                      |
| 123                     | Mason Hollyman (GBR)     | 45e                     |
| 124                     | Nick Schultz (AUS)       | 37e                     |
| 125                     | Riley Sheehan (USA)      | 66e                     |
| 126                     | Mads Würtz Schmidt (DEN) | 57e                     |
| 127                     | Jake Stewart (GBR)       | 50e                     |

| Lotto Dstny LTD | Lotto Dstny LTD              | Lotto Dstny LTD |
| --------------- | ---------------------------- | --------------- |
| Num             | Coureur                      | Pos             |
| 131             | Jenno Berckmoes (BEL)        | 52e             |
| 132             | Jasper De Buyst (BEL)        | 63e             |
| 133             | Thomas De Gendt (BEL)        | 131e            |
| 134             | Arnaud De Lie (BEL) (route)  | 27e             |
| 135             | Sébastien Grignard (BEL)     | 94e             |
| 136             | Steffen De Schuyteneer (BEL) | 92e             |
| 137             | Liam Slock (BEL)             | 87e             |

| Q36.5 Pro Cycling Team Q36 | Q36.5 Pro Cycling Team Q36 | Q36.5 Pro Cycling Team Q36 |
| -------------------------- | -------------------------- | -------------------------- |
| Num                        | Coureur                    | Pos                        |
| 141                        | Fabio Christen (SUI)       | 12e                        |
| 142                        | Jelte Krijnsen (NED)       | 70e                        |
| 143                        | Cyrus Monk (AUS)           | 72e                        |
| 144                        | Joey Rosskopf (USA)        | 77e                        |
| 145                        | Jan Sommer (SUI)           | 124e                       |
| 146                        | Jannik Steimle (GER)       | 69e                        |
| 147                        | Nickolas Zukowsky (CAN)    | 67e                        |

| Team Flanders-Baloise TFB | Team Flanders-Baloise TFB | Team Flanders-Baloise TFB |
| ------------------------- | ------------------------- | ------------------------- |
| Num                       | Coureur                   | Pos                       |
| 151                       | Arno Claeys (BEL)         | 93e                       |
| 152                       | Alex Colman (BEL)         | 75e                       |
| 153                       | Lindsay De Vylder (BEL)   | 49e                       |
| 154                       | Jasper Dejaegher (BEL)    | AB                        |
| 155                       | Dylan Vandenstorme (BEL)  | 28e                       |
| 156                       | Yentl Vandevelde (BEL)    | AB                        |
| 157                       | Ward Vanhoof (BEL)        | 40e                       |

| TotalEnergies TEN | TotalEnergies TEN        | TotalEnergies TEN |
| ----------------- | ------------------------ | ----------------- |
| Num               | Coureur                  | Pos               |
| 161               | Mathieu Burgaudeau (FRA) | 14e               |
| 162               | Émilien Jeannière (FRA)  | 26e               |
| 163               | Lorrenzo Manzin (FRA)    | 99e               |
| 164               | Julien Simon (FRA)       | NP                |
| 165               | Fabien Grellier (FRA)    | 58e               |
| 166               | Geoffrey Soupe (FRA)     | 68e               |
| 167               | Sandy Dujardin (FRA)     | 53e               |

| Tudor Pro Cycling Team TUD | Tudor Pro Cycling Team TUD   | Tudor Pro Cycling Team TUD |
| -------------------------- | ---------------------------- | -------------------------- |
| Num                        | Coureur                      | Pos                        |
| 171                        | Nils Brun (SUI)              | 54e                        |
| 172                        | Jacob Eriksson (SWE) (route) | 113e                       |
| 173                        | Aloïs Charrin (FRA)          | 129e                       |
| 174                        | Simon Pellaud (SUI)          | 110e                       |
| 175                        | Rick Pluimers (NED)          | 5e                         |
| 176                        | Miká Heming (GER)            | 104e                       |
| 177                        | Matteo Trentin (ITA)         | 51e                        |

| Uno-X Mobility UXM | Uno-X Mobility UXM           | Uno-X Mobility UXM |
| ------------------ | ---------------------------- | ------------------ |
| Num                | Coureur                      | Pos                |
| 181                | Jonas Abrahamsen (NOR)       | 15e                |
| 182                | William Blume Levy (DEN)     | 59e                |
| 183                | Sakarias Koller Løland (NOR) | 112e               |
| 184                | Niklas Larsen (DEN)          | AB                 |
| 185                | Søren Wærenskjold (NOR)      | 114e               |
| 186                | Simon Dalby (DEN)            | 48e                |
| 187                | Erik Nordsæter Resell (NOR)  | 71e                |

| Philippe Wagner-Bazin PWB | Philippe Wagner-Bazin PWB   | Philippe Wagner-Bazin PWB |
| ------------------------- | --------------------------- | ------------------------- |
| Num                       | Coureur                     | Pos                       |
| 191                       | Quentin Bezza (FRA)         | 64e                       |
| 192                       | Sean Bero (BEL)             | 119e                      |
| 193                       | Théo Bonnet (BEL)           | 90e                       |
| 195                       | Gwen Leclainche (FRA)       | 118e                      |
| 196                       | Tristan Scherpenbergh (BEL) | 65e                       |

| Van Rysel-Roubaix VRR | Van Rysel-Roubaix VRR     | Van Rysel-Roubaix VRR |
| --------------------- | ------------------------- | --------------------- |
| Num                   | Coureur                   | Pos                   |
| 201                   | Rémi Capron (FRA)         | 39e                   |
| 202                   | Célestin Guillon (FRA)    | 80e                   |
| 203                   | Maxime Jarnet (FRA)       | 34e                   |
| 204                   | Maximilien Juillard (FRA) | 47e                   |
| 205                   | Jérémy Leveau (FRA)       | 100e                  |
| 206                   | Kenny Molly (BEL)         |                       |

| Movistar Team MOV | Movistar Team MOV           | Movistar Team MOV |
| ----------------- | --------------------------- | ----------------- |
| Num               | Coureur                     | Pos               |
| 1                 | Davide Cimolai (ITA)        | 106e              |
| 2                 | Alex Aranburu (ESP) (route) | 2e                |
| 3                 | Johan Jacobs (SUI)          | 62e               |
| 4                 | Mathias Norsgaard (DEN)     | 96e               |
| 5                 | Carlos Canal (ESP)          | 17e               |
| 6                 | Manlio Moro (ITA)           | 122e              |
| 7                 | Gonzalo Serrano (ESP)       | 16e               |

| Alpecin-Deceuninck ADC | Alpecin-Deceuninck ADC | Alpecin-Deceuninck ADC |
| ---------------------- | ---------------------- | ---------------------- |
| Num                    | Coureur                | Pos                    |
| 11                     | Kaden Groves (AUS)     | 86e                    |
| 12                     | Quinten Hermans (BEL)  | 7e                     |
| 13                     | Senne Leysen (BEL)     | 73e                    |
| 14                     | Xandro Meurisse (BEL)  | 18e                    |
| 15                     | Oscar Riesebeek (NED)  | 84e                    |
| 16                     | Tibor Del Grosso (NED) | 44e                    |
| 17                     | Aaron Dockx (BEL)      | 74e                    |

| Arkéa-B&B Hotels ARK | Arkéa-B&B Hotels ARK      | Arkéa-B&B Hotels ARK |
| -------------------- | ------------------------- | -------------------- |
| Num                  | Coureur                   | Pos                  |
| 21                   | Vincenzo Albanese (ITA)   | 13e                  |
| 22                   | Louis Barré (FRA)         | AB                   |
| 23                   | Donavan Grondin (FRA)     | AB                   |
| 24                   | Mathis Le Berre (FRA)     | 108e                 |
| 25                   | Clément Champoussin (FRA) | 3e                   |
| 26                   | Florian Dauphin (FRA)     | 97e                  |
| 27                   | Clément Venturini (FRA)   | 20e                  |

| Astana Qazaqstan Team AST | Astana Qazaqstan Team AST     | Astana Qazaqstan Team AST |
| ------------------------- | ----------------------------- | ------------------------- |
| Num                       | Coureur                       | Pos                       |
| 31                        | Henok Mulubrhan (ERI) (route) | 82e                       |
| 32                        | Christian Scaroni (ITA)       | AB                        |
| 33                        | Yevgeniy Fedorov (KAZ)        | 88e                       |
| 34                        | Ide Schelling (NED)           | 128e                      |
| 35                        | Gleb Brussenskiy (KAZ)        | 126e                      |
| 36                        | Declan Trezise (AUS)          | 103e                      |
| 37                        | Alexey Lutsenko (KAZ)         | 43e                       |

| Cofidis COF | Cofidis COF            | Cofidis COF |
| ----------- | ---------------------- | ----------- |
| Num         | Coureur                | Pos         |
| 41          | Guillaume Martin (FRA) | 24e         |
| 42          | Axel Zingle (FRA)      | 9e          |
| 43          | Bryan Coquard (FRA)    | 25e         |
| 44          | Aimé De Gendt (BEL)    | 35e         |
| 45          | Ben Hermans (BEL)      | 33e         |
| 46          | Nolann Mahoudo (FRA)   | 79e         |
| 47          | Stefano Oldani (ITA)   | 46e         |

| Decathlon-AG2R La Mondiale DAT | Decathlon-AG2R La Mondiale DAT | Decathlon-AG2R La Mondiale DAT |
| ------------------------------ | ------------------------------ | ------------------------------ |
| Num                            | Coureur                        | Pos                            |
| 51                             | Paul Lapeira (FRA) (route)     | 109e                           |
| 52                             | Oliver Naesen (BEL)            | 111e                           |
| 53                             | Gianluca Pollefliet (BEL)      | 130e                           |
| 54                             | Pierre Gautherat (FRA)         | 105e                           |
| 55                             | Victor Lafay (FRA)             | 107e                           |
| 56                             | Nans Peters (FRA)              | 98e                            |
| 57                             | Antoine L'Hote (FRA)           | 85e                            |

| Intermarché-Wanty IWA | Intermarché-Wanty IWA  | Intermarché-Wanty IWA |
| --------------------- | ---------------------- | --------------------- |
| Num                   | Coureur                | Pos                   |
| 61                    | Vito Braet (BEL)       | NP                    |
| 62                    | Biniam Girmay (ERI)    | 4e                    |
| 63                    | Lorenzo Rota (ITA)     | 22e                   |
| 64                    | Simone Gualdi (ITA)    | 76e                   |
| 65                    | Hugo Page (FRA)        | 135e                  |
| 66                    | Mike Teunissen (NED)   | 78e                   |
| 67                    | Georg Zimmermann (GER) | 32e                   |

| Red Bull-Bora-Hansgrohe RBH | Red Bull-Bora-Hansgrohe RBH   | Red Bull-Bora-Hansgrohe RBH |
| --------------------------- | ----------------------------- | --------------------------- |
| Num                         | Coureur                       | Pos                         |
| 71                          | Marco Haller (AUT)            | 116e                        |
| 72                          | Roger Adrià (ESP)             | 1er                         |
| 73                          | Alexander Hajek (AUT) (route) | 56e                         |
| 74                          | Emil Herzog (GER)             | 61e                         |
| 75                          | Ryan Mullen (IRL)             | 95e                         |
| 76                          | Ben Zwiehoff (GER)            | 60e                         |
| 77                          | Sam Welsford (AUS)            | 115e                        |

| UAE Team Emirates UAD | UAE Team Emirates UAD      | UAE Team Emirates UAD |
| --------------------- | -------------------------- | --------------------- |
| Num                   | Coureur                    | Pos                   |
| 81                    | Filippo Baroncini (ITA)    | 41e                   |
| 82                    | Álvaro Hodeg (COL)         | 117e                  |
| 83                    | Vegard Stake Laengen (NOR) | 83e                   |
| 84                    | Sebastián Molano (COL)     | 120e                  |
| 85                    | António Morgado (POR)      | 30e                   |
| 86                    | Rui Oliveira (POR)         | 10e                   |
| 87                    | Tim Wellens (BEL)          | 6e                    |

| Bingoal WB BWB | Bingoal WB BWB          | Bingoal WB BWB |
| -------------- | ----------------------- | -------------- |
| Num            | Coureur                 | Pos            |
| 91             | Floris De Tier (BEL)    | 19e            |
| 92             | Louka Matthys (BEL)     | 42e            |
| 93             | Johan Meens (BEL)       | 125e           |
| 94             | Michiel Lambrecht (BEL) | 91e            |
| 95             | Marco Tizza (ITA)       | 36e            |
| 96             | Giacomo Villa (ITA)     | 38e            |
| 97             | Loïc Vliegen (BEL)      | 102e           |

| Caja Rural-Seguros RGA CJR | Caja Rural-Seguros RGA CJR | Caja Rural-Seguros RGA CJR |
| -------------------------- | -------------------------- | -------------------------- |
| Num                        | Coureur                    | Pos                        |
| 101                        | David González López (ESP) | 55e                        |
| 102                        | Mulu Hailemichael (ETH)    | 101e                       |
| 103                        | Julen Arriolabengoa (ESP)  | 89e                        |
| 104                        | Joseba López (ESP)         | 29e                        |
| 105                        | Eduard Prades (ESP)        | 11e                        |
| 106                        | Michal Schlegel (CZE)      | 133e                       |
| 107                        | Gorka Sorarrain (ESP)      | 31e                        |

| Euskaltel-Euskadi EUS | Euskaltel-Euskadi EUS          | Euskaltel-Euskadi EUS |
| --------------------- | ------------------------------ | --------------------- |
| Num                   | Coureur                        | Pos                   |
| 111                   | Jon Aberasturi (ESP)           | 121e                  |
| 112                   | Xabier Berasategi (ESP)        | 21e                   |
| 113                   | Gotzon Martín (ESP)            | 23e                   |
| 114                   | Xabier Isasa (ESP)             | 81e                   |
| 115                   | Andoni López de Abetxuko (ESP) | 127e                  |
| 116                   | Asier Etxeberria (ESP)         | 132e                  |
| 117                   | Nicolás Alustiza (ESP)         | 134e                  |

| Israel-Premier Tech IPT | Israel-Premier Tech IPT  | Israel-Premier Tech IPT |
| ----------------------- | ------------------------ | ----------------------- |
| Num                     | Coureur                  | Pos                     |
| 121                     | Joseph Blackmore (GBR)   | 8e                      |
| 122                     | Simon Clarke (AUS)       | AB                      |
| 123                     | Mason Hollyman (GBR)     | 45e                     |
| 124                     | Nick Schultz (AUS)       | 37e                     |
| 125                     | Riley Sheehan (USA)      | 66e                     |
| 126                     | Mads Würtz Schmidt (DEN) | 57e                     |
| 127                     | Jake Stewart (GBR)       | 50e                     |

| Lotto Dstny LTD | Lotto Dstny LTD              | Lotto Dstny LTD |
| --------------- | ---------------------------- | --------------- |
| Num             | Coureur                      | Pos             |
| 131             | Jenno Berckmoes (BEL)        | 52e             |
| 132             | Jasper De Buyst (BEL)        | 63e             |
| 133             | Thomas De Gendt (BEL)        | 131e            |
| 134             | Arnaud De Lie (BEL) (route)  | 27e             |
| 135             | Sébastien Grignard (BEL)     | 94e             |
| 136             | Steffen De Schuyteneer (BEL) | 92e             |
| 137             | Liam Slock (BEL)             | 87e             |

| Q36.5 Pro Cycling Team Q36 | Q36.5 Pro Cycling Team Q36 | Q36.5 Pro Cycling Team Q36 |
| -------------------------- | -------------------------- | -------------------------- |
| Num                        | Coureur                    | Pos                        |
| 141                        | Fabio Christen (SUI)       | 12e                        |
| 142                        | Jelte Krijnsen (NED)       | 70e                        |
| 143                        | Cyrus Monk (AUS)           | 72e                        |
| 144                        | Joey Rosskopf (USA)        | 77e                        |
| 145                        | Jan Sommer (SUI)           | 124e                       |
| 146                        | Jannik Steimle (GER)       | 69e                        |
| 147                        | Nickolas Zukowsky (CAN)    | 67e                        |

| Team Flanders-Baloise TFB | Team Flanders-Baloise TFB | Team Flanders-Baloise TFB |
| ------------------------- | ------------------------- | ------------------------- |
| Num                       | Coureur                   | Pos                       |
| 151                       | Arno Claeys (BEL)         | 93e                       |
| 152                       | Alex Colman (BEL)         | 75e                       |
| 153                       | Lindsay De Vylder (BEL)   | 49e                       |
| 154                       | Jasper Dejaegher (BEL)    | AB                        |
| 155                       | Dylan Vandenstorme (BEL)  | 28e                       |
| 156                       | Yentl Vandevelde (BEL)    | AB                        |
| 157                       | Ward Vanhoof (BEL)        | 40e                       |

| TotalEnergies TEN | TotalEnergies TEN        | TotalEnergies TEN |
| ----------------- | ------------------------ | ----------------- |
| Num               | Coureur                  | Pos               |
| 161               | Mathieu Burgaudeau (FRA) | 14e               |
| 162               | Émilien Jeannière (FRA)  | 26e               |
| 163               | Lorrenzo Manzin (FRA)    | 99e               |
| 164               | Julien Simon (FRA)       | NP                |
| 165               | Fabien Grellier (FRA)    | 58e               |
| 166               | Geoffrey Soupe (FRA)     | 68e               |
| 167               | Sandy Dujardin (FRA)     | 53e               |

| Tudor Pro Cycling Team TUD | Tudor Pro Cycling Team TUD   | Tudor Pro Cycling Team TUD |
| -------------------------- | ---------------------------- | -------------------------- |
| Num                        | Coureur                      | Pos                        |
| 171                        | Nils Brun (SUI)              | 54e                        |
| 172                        | Jacob Eriksson (SWE) (route) | 113e                       |
| 173                        | Aloïs Charrin (FRA)          | 129e                       |
| 174                        | Simon Pellaud (SUI)          | 110e                       |
| 175                        | Rick Pluimers (NED)          | 5e                         |
| 176                        | Miká Heming (GER)            | 104e                       |
| 177                        | Matteo Trentin (ITA)         | 51e                        |

| Uno-X Mobility UXM | Uno-X Mobility UXM           | Uno-X Mobility UXM |
| ------------------ | ---------------------------- | ------------------ |
| Num                | Coureur                      | Pos                |
| 181                | Jonas Abrahamsen (NOR)       | 15e                |
| 182                | William Blume Levy (DEN)     | 59e                |
| 183                | Sakarias Koller Løland (NOR) | 112e               |
| 184                | Niklas Larsen (DEN)          | AB                 |
| 185                | Søren Wærenskjold (NOR)      | 114e               |
| 186                | Simon Dalby (DEN)            | 48e                |
| 187                | Erik Nordsæter Resell (NOR)  | 71e                |

| Philippe Wagner-Bazin PWB | Philippe Wagner-Bazin PWB   | Philippe Wagner-Bazin PWB |
| ------------------------- | --------------------------- | ------------------------- |
| Num                       | Coureur                     | Pos                       |
| 191                       | Quentin Bezza (FRA)         | 64e                       |
| 192                       | Sean Bero (BEL)             | 119e                      |
| 193                       | Théo Bonnet (BEL)           | 90e                       |
| 195                       | Gwen Leclainche (FRA)       | 118e                      |
| 196                       | Tristan Scherpenbergh (BEL) | 65e                       |

| Van Rysel-Roubaix VRR | Van Rysel-Roubaix VRR     | Van Rysel-Roubaix VRR |
| --------------------- | ------------------------- | --------------------- |
| Num                   | Coureur                   | Pos                   |
| 201                   | Rémi Capron (FRA)         | 39e                   |
| 202                   | Célestin Guillon (FRA)    | 80e                   |
| 203                   | Maxime Jarnet (FRA)       | 34e                   |
| 204                   | Maximilien Juillard (FRA) | 47e                   |
| 205                   | Jérémy Leveau (FRA)       | 100e                  |
| 206                   | Kenny Molly (BEL)         |                       |